# チャレンジャーズ (映画)
『チャレンジャーズ』（原題: Challengers）は、2024年製作のアメリカ合衆国の恋愛スポーツ映画。ルカ・グァダニーノ監督、ゼンデイヤ主演。2人の男を同時に愛する元テニスプレイヤーの女と、彼女の虜になった2人の男子テニスプレイヤーを描いている。

## あらすじ
天才少女と呼ばれた女性テニスプレイヤーのタシ・ダンカン（ゼンデイヤ）は、試合中の大怪我で選手生命を断たれてしまう。しかし、彼女に惹かれる2人の男子テニスプレイヤーを同時に愛することで新たな生きがいを見出す。

## キャスト
※括弧内は日本語吹替。
タシ・ダンカン / ディレクター
演 - ゼンデイヤ（真壁かずみ）
パトリック・ズワイグ
演 - ジョシュ・オコナー（櫻井トオル）
アート・ドナルドソン
演 - マイク・ファイスト（西健亮）
タシの母
演 - ナダ・デスポトヴィッチ（久保田民絵）
リリー・ドナルドソン
演 - A・J・リスター（里郁美）
主審
演 - ダーネル・アップリング（神尾晋一郎）
タシの父
演 - ナヒーム・ガルシア
ヘレン
演 - ヘイリー・ゲイツ（外石咲）
フィン・ラーセン
演 - ジェイク・ジェンセン

## 公開
当初は第80回ヴェネチア国際映画祭でプレミア上映された後、2023年9月15日の劇場公開を予定していたが、全米映画俳優組合（SAG-AFTRA）のストライキにより、ゼンデイヤが宣伝活動を出来ないことから2024年4月26日に延期された。
4月26日～28日の北米週末興行収入ランキングで、『チャレンジャーズ』は初登場1位を獲得。3477館で1501万ドルというオープニング成績はルカ・グァダニーノ監督史上最高であり、ゼンデイヤにとってもオリジナル脚本の実写映画では最高記録となった。
2024年4月29日時点では、アメリカとカナダで1,660万ドル、その他の国で1,030万ドルを稼ぎ、全世界合計2,690万ドルの興行収入となっている。

## 評価
2024年4月24日時点で、映画批評集積サイトのRotten Tomatoesには98件のレビューがあり、批評家支持率は95%、平均点は10点満点で8.9点となっている。観客支持率は95%、平均点は5点満点で4.7点となっている。サイト側による批評家の見解の要約は「卓越した3人の役者が、一度もボールを落とすことなくスターパワーを発揮し合い、コートでは躍動感溢れるセクシーな駆け引きが行われていた」となっている。また、Metacriticには31件のレビューがあり、加重平均値は88/100となっている。

## 受賞とノミネート
| 年   | 映画賞                                             | 部門                                             | 対象                                           | 結果       |
| ---- | -------------------------------------------------- | ------------------------------------------------ | ---------------------------------------------- | ---------- |
| 2024 | 第50回ロサンゼルス映画批評家協会賞                 | 作曲賞                                           | トレント・レズナー アッティカス・ロス          | 受賞       |
| 2024 | 第45回ボストン映画批評家協会賞                     | 編集賞                                           | マルコ・コスタ                                 | 受賞       |
| 2024 | ワシントンD.C.映画批評家協会賞                     | 脚本賞                                           | ジャスティン・クリツケス                       | ノミネート |
| 2024 | ワシントンD.C.映画批評家協会賞                     | 作曲賞                                           | トレント・レズナー アッティカス・ロス          | 受賞       |
| 2024 | ゴッサム賞                                         | 作品賞                                           | チャレンジャーズ                               | ノミネート |
| 2024 | サンディエゴ映画批評家協会賞                       | 作品賞                                           | チャレンジャーズ                               | 次点       |
| 2024 | サンディエゴ映画批評家協会賞                       | 脚本賞                                           | ジャスティン・クリツケス                       | ノミネート |
| 2024 | サンディエゴ映画批評家協会賞                       | 編集賞                                           | マルコ・コスタ                                 | ノミネート |
| 2024 | サンディエゴ映画批評家協会賞                       | 音楽賞                                           | チャレンジャーズ                               | ノミネート |
| 2024 | 第37回シカゴ映画批評家協会賞                       | 脚本賞                                           | ジャスティン・クリツケス                       | ノミネート |
| 2024 | 第37回シカゴ映画批評家協会賞                       | 撮影賞                                           | サヨムプー・ムックディプローム                 | ノミネート |
| 2024 | 第37回シカゴ映画批評家協会賞                       | 編集賞                                           | マルコ・コスタ                                 | 受賞       |
| 2024 | 第37回シカゴ映画批評家協会賞                       | 作曲賞                                           | トレント・レズナー アッティカス・ロス          | 受賞       |
| 2024 | アストラ映画賞                                     | 作品賞                                           | チャレンジャーズ                               | ノミネート |
| 2024 | アストラ映画賞                                     | 脚本賞                                           | ジャスティン・クリツケス                       | ノミネート |
| 2024 | アストラ映画賞                                     | 撮影賞                                           | サヨムプー・ムックディプローム                 | ノミネート |
| 2024 | アストラ映画賞                                     | 編集賞                                           | マルコ・コスタ                                 | 受賞       |
| 2024 | アストラ映画賞                                     | 録音賞                                           | チャレンジャーズ                               | ノミネート |
| 2024 | アストラ映画賞                                     | 作曲賞                                           | トレント・レズナー アッティカス・ロス          | ノミネート |
| 2024 | アストラ映画賞                                     | 主題歌賞                                         | 『Compress/Repress』                           | ノミネート |
| 2024 | アストラ映画賞                                     | コメディ/ミュージカル映画賞                      | チャレンジャーズ                               | 受賞       |
| 2024 | アストラ映画賞                                     | マーケティング・キャンペーン賞                   | チャレンジャーズ                               | ノミネート |
| 2024 | ラスベガス映画批評家協会賞                         | 編集賞                                           | マルコ・コスタ                                 | ノミネート |
| 2024 | ラスベガス映画批評家協会賞                         | 作曲賞                                           | トレント・レズナー アッティカス・ロス          | ノミネート |
| 2024 | ボストン・オンライン映画批評家協会賞               | 作曲賞                                           | トレント・レズナー アッティカス・ロス          | 受賞       |
| 2024 | 第21回セントルイス映画批評家協会賞                 | 作曲賞                                           | トレント・レズナー アッティカス・ロス          | 次点       |
| 2024 | 第23回サンフランシスコ・ベイエリア映画批評家協会賞 | 編集賞                                           | マルコ・コスタ                                 | ノミネート |
| 2024 | 第23回サンフランシスコ・ベイエリア映画批評家協会賞 | 作曲賞                                           | トレント・レズナー アッティカス・ロス          | ノミネート |
| 2024 | インディアナ映画批評家協会賞                       | 作品賞                                           | チャレンジャーズ                               | ノミネート |
| 2024 | インディアナ映画批評家協会賞                       | 監督賞                                           | ルカ・グァダニーノ                             | ノミネート |
| 2024 | インディアナ映画批評家協会賞                       | 編集賞                                           | マルコ・コスタ                                 | ノミネート |
| 2024 | インディアナ映画批評家協会賞                       | 撮影賞                                           | サヨムプー・ムックディプローム                 | ノミネート |
| 2024 | インディアナ映画批評家協会賞                       | 作曲賞                                           | トレント・レズナー アッティカス・ロス          | 次点       |
| 2024 | ニューヨーク・オンライン映画批評家協会賞           | 音楽賞                                           | チャレンジャーズ                               | ノミネート |
| 2024 | 2024シアトル映画批評家協会賞                       | 作品賞                                           | チャレンジャーズ                               | ノミネート |
| 2024 | 2024シアトル映画批評家協会賞                       | 助演男優賞                                       | ジョシュ・オコナー                             | ノミネート |
| 2024 | 2024シアトル映画批評家協会賞                       | 作曲賞                                           | トレント・レズナー アッティカス・ロス          | 受賞       |
| 2024 | 第33回サウスイースタン映画批評家協会賞             | 作曲賞                                           | トレント・レズナー アッティカス・ロス          | 受賞       |
| 2024 | 第30回ダラス・フォートワース映画批評家協会賞       | 作曲賞                                           | トレント・レズナー アッティカス・ロス          | 次点       |
| 2024 | フロリダ映画批評家協会賞                           | 監督賞                                           | ルカ・グァダニーノ                             | ノミネート |
| 2024 | フロリダ映画批評家協会賞                           | 主演男優賞                                       | ジョシュ・オコナー                             | ノミネート |
| 2024 | フロリダ映画批評家協会賞                           | キャスト賞                                       | チャレンジャーズ                               | ノミネート |
| 2024 | フロリダ映画批評家協会賞                           | 脚本賞                                           | ジャスティン・クリツケス                       | ノミネート |
| 2024 | フロリダ映画批評家協会賞                           | 撮影賞                                           | サヨムプー・ムックディプローム                 | ノミネート |
| 2024 | フロリダ映画批評家協会賞                           | 作曲/サウンドトラック賞                          | トレント・レズナー アッティカス・ロス          | 受賞       |
| 2024 | オンライン女性映画批評家協会賞                     | 主演女優賞                                       | ゼンデイヤ                                     | ノミネート |
| 2024 | オンライン女性映画批評家協会賞                     | アンサンブル演技賞                               | チャレンジャーズ                               | ノミネート |
| 2024 | オンライン女性映画批評家協会賞                     | 脚本賞                                           | ジャスティン・クリツケス                       | ノミネート |
| 2024 | オンライン女性映画批評家協会賞                     | 編集賞                                           | マルコ・コスタ                                 | 受賞       |
| 2024 | UK映画批評家協会賞                                 | 作品賞                                           | チャレンジャーズ                               | ノミネート |
| 2024 | UK映画批評家協会賞                                 | 監督賞                                           | ルカ・グァダニーノ                             | ノミネート |
| 2025 | セントラルフロリダ映画批評家協会賞                 | 作曲賞                                           | トレント・レズナー アッティカス・ロス          | 受賞       |
| 2025 | セントラルフロリダ映画批評家協会賞                 | 主題歌賞                                         | 『Compress/Repress』                           | 次点       |
| 2025 | セントラルフロリダ映画批評家協会賞                 | 編集賞                                           | マルコ・コスタ                                 | 受賞       |
| 2025 | コロンバス映画批評家協会賞                         | 作品賞                                           | チャレンジャーズ                               | ノミネート |
| 2025 | コロンバス映画批評家協会賞                         | アンサンブル演技賞                               | チャレンジャーズ                               | 次点       |
| 2025 | コロンバス映画批評家協会賞                         | アクター・オブ・ザ・イヤー                       | ゼンデイヤ（デューン 砂の惑星PART2と合わせて） | ノミネート |
| 2025 | コロンバス映画批評家協会賞                         | 脚本賞                                           | ジャスティン・クリツケス                       | ノミネート |
| 2025 | コロンバス映画批評家協会賞                         | 編集賞                                           | マルコ・コスタ                                 | 受賞       |
| 2025 | コロンバス映画批評家協会賞                         | 作曲賞                                           | トレント・レズナー アッティカス・ロス          | 受賞       |
| 2025 | ノースカロライナ映画批評家協会賞                   | 作品賞                                           | チャレンジャーズ                               | ノミネート |
| 2025 | ノースカロライナ映画批評家協会賞                   | 主演女優賞                                       | ゼンデイヤ                                     | ノミネート |
| 2025 | ノースカロライナ映画批評家協会賞                   | 監督賞                                           | ルカ・グァダニーノ                             | ノミネート |
| 2025 | ノースカロライナ映画批評家協会賞                   | 脚本賞                                           | ジャスティン・クリツケス                       | ノミネート |
| 2025 | ノースカロライナ映画批評家協会賞                   | 撮影賞                                           | サヨムプー・ムックディプローム                 | ノミネート |
| 2025 | ノースカロライナ映画批評家協会賞                   | 編集賞                                           | マルコ・コスタ                                 | 受賞       |
| 2025 | ノースカロライナ映画批評家協会賞                   | 録音賞                                           | チャレンジャーズ                               | ノミネート |
| 2025 | ノースカロライナ映画批評家協会賞                   | 作曲賞                                           | トレント・レズナー アッティカス・ロス          | 受賞       |
| 2025 | ノースカロライナ映画批評家協会賞                   | 主題歌賞                                         | 『Compress/Repress』                           | 受賞       |
| 2025 | オクラホマ映画批評家協会賞                         | 作品賞トップ10                                   | チャレンジャーズ                               | 受賞       |
| 2025 | オクラホマ映画批評家協会賞                         | 作曲賞                                           | トレント・レズナー アッティカス・ロス          | 受賞       |
| 2025 | ディスカッシングフィルム批評家賞                   | 作品賞                                           | チャレンジャーズ                               | ノミネート |
| 2025 | ディスカッシングフィルム批評家賞                   | 脚本賞                                           | ジャスティン・クリツケス                       | ノミネート |
| 2025 | ディスカッシングフィルム批評家賞                   | 作曲賞                                           | トレント・レズナー アッティカス・ロス          | 受賞       |
| 2025 | ディスカッシングフィルム批評家賞                   | 編集賞                                           | マルコ・コスタ                                 | 受賞       |
| 2025 | ディスカッシングフィルム批評家賞                   | 主題歌賞                                         | 『Compress/Repress』                           | 受賞       |
| 2025 | カンザスシティ映画批評家協会賞                     | 作曲賞                                           | トレント・レズナー アッティカス・ロス          | 受賞       |
| 2025 | ウエスタン・ニューヨーク映画批評家協会賞           | 作品賞                                           | チャレンジャーズ                               | 受賞       |
| 2025 | ウエスタン・ニューヨーク映画批評家協会賞           | 監督賞                                           | ルカ・グァダニーノ                             | 受賞       |
| 2025 | ウエスタン・ニューヨーク映画批評家協会賞           | 脚本賞                                           | ジャスティン・クリツケス                       | ノミネート |
| 2025 | ウエスタン・ニューヨーク映画批評家協会賞           | 撮影賞                                           | サヨムプー・ムックディプローム                 | ノミネート |
| 2025 | ウエスタン・ニューヨーク映画批評家協会賞           | 編集賞                                           | マルコ・コスタ                                 | 受賞       |
| 2025 | ウエスタン・ニューヨーク映画批評家協会賞           | 作曲賞                                           | トレント・レズナー アッティカス・ロス          | 受賞       |
| 2025 | 第82回ゴールデングローブ賞                         | 作品賞（ミュージカル・コメディ部門）             | チャレンジャーズ                               | ノミネート |
| 2025 | 第82回ゴールデングローブ賞                         | 主演女優賞（ミュージカル・コメディ部門）         | ゼンデイヤ                                     | ノミネート |
| 2025 | 第82回ゴールデングローブ賞                         | 作曲賞                                           | トレント・レズナー アッティカス・ロス          | 受賞       |
| 2025 | 第82回ゴールデングローブ賞                         | 主題歌賞                                         | 『Compress/Repress』                           | ノミネート |
| 2025 | オースティン映画批評家協会賞                       | 脚本賞                                           | ジャスティン・クリツケス                       | ノミネート |
| 2025 | オースティン映画批評家協会賞                       | 作曲賞                                           | トレント・レズナー アッティカス・ロス          | ノミネート |
| 2025 | ジョージア映画批評家協会賞                         | 作品賞                                           | チャレンジャーズ                               | ノミネート |
| 2025 | ジョージア映画批評家協会賞                         | 脚本賞                                           | ジャスティン・クリツケス                       | ノミネート |
| 2025 | ジョージア映画批評家協会賞                         | 作曲賞                                           | トレント・レズナー アッティカス・ロス          | 受賞       |
| 2025 | ジョージア映画批評家協会賞                         | 主題歌賞                                         | 『Compress/Repress』                           | 受賞       |
| 2025 | 女性映画ジャーナリスト同盟                         | アンサンブル演技賞＆キャスティングディレクター賞 | チャレンジャーズ                               | ノミネート |
| 2025 | ミネソタ映画批評家協会賞                           | 作品賞                                           | チャレンジャーズ                               | ノミネート |
| 2025 | ミネソタ映画批評家協会賞                           | 監督賞                                           | ルカ・グァダニーノ                             | ノミネート |
| 2025 | ミネソタ映画批評家協会賞                           | 主演女優賞                                       | ゼンデイヤ                                     | ノミネート |
| 2025 | ミネソタ映画批評家協会賞                           | アンサンブル演技賞                               | チャレンジャーズ                               | ノミネート |
| 2025 | ミネソタ映画批評家協会賞                           | 脚本賞                                           | ジャスティン・クリツケス                       | 受賞       |
| 2025 | ミネソタ映画批評家協会賞                           | 編集賞                                           | マルコ・コスタ                                 | 受賞       |
| 2025 | ミネソタ映画批評家協会賞                           | 撮影賞                                           | サヨムプー・ムックディプローム                 | ノミネート |
| 2025 | ミネソタ映画批評家協会賞                           | 作曲賞                                           | トレント・レズナー アッティカス・ロス          | 受賞       |
| 2025 | ミネソタ映画批評家協会賞                           | 録音賞                                           | チャレンジャーズ                               | ノミネート |
| 2025 | ミュージック・シティ映画批評家協会賞               | 作品賞                                           | チャレンジャーズ                               | ノミネート |
| 2025 | ミュージック・シティ映画批評家協会賞               | 脚本賞                                           | ジャスティン・クリツケス                       | ノミネート |
| 2025 | ミュージック・シティ映画批評家協会賞               | 主題歌賞                                         | 『Compress/Repress』                           | ノミネート |
| 2025 | ミュージック・シティ映画批評家協会賞               | 作曲賞                                           | トレント・レズナー アッティカス・ロス          | 受賞       |
| 2025 | ミュージック・シティ映画批評家協会賞               | 編集賞                                           | マルコ・コスタ                                 | 受賞       |
| 2025 | 第23回ユタ映画批評家協会賞                         | 作曲賞                                           | トレント・レズナー アッティカス・ロス          | 受賞       |
| 2025 | プエルトリコ映画批評家協会賞                       | 作品賞                                           | チャレンジャーズ                               | ノミネート |
| 2025 | プエルトリコ映画批評家協会賞                       | 脚本賞                                           | ジャスティン・クリツケス                       | 次点       |
| 2025 | プエルトリコ映画批評家協会賞                       | 作曲賞                                           | トレント・レズナー アッティカス・ロス          | 受賞       |
| 2025 | プエルトリコ映画批評家協会賞                       | 編集賞                                           | マルコ・コスタ                                 | 受賞       |
| 2025 | プエルトリコ映画批評家協会賞                       | 主題歌賞                                         | 『Compress/Repress』                           | 次点       |
| 2025 | ハワイ映画批評家協会賞                             | 撮影賞                                           | サヨムプー・ムックディプローム                 | ノミネート |
| 2025 | ハワイ映画批評家協会賞                             | 作曲賞                                           | トレント・レズナー アッティカス・ロス          | ノミネート |
| 2025 | ノースダコタ映画批評家協会賞                       | 編集賞                                           | マルコ・コスタ                                 | 受賞       |
| 2025 | ノースダコタ映画批評家協会賞                       | 作曲賞                                           | トレント・レズナー アッティカス・ロス          | 受賞       |
| 2025 | ノースダコタ映画批評家協会賞                       | 主題歌賞                                         | 『Compress/Repress』                           | 受賞       |
| 2025 | ヒューストン映画批評家協会賞                       | 作曲賞                                           | トレント・レズナー アッティカス・ロス          | 受賞       |
| 2025 | ヒューストン映画批評家協会賞                       | 主題歌賞                                         | 『Compress/Repress』                           | ノミネート |
| 2025 | ポートランド映画批評家協会賞                       | 脚本賞                                           | ジャスティン・クリツケス                       | ノミネート |
| 2025 | ポートランド映画批評家協会賞                       | 作曲賞                                           | トレント・レズナー アッティカス・ロス          | ノミネート |
| 2025 | ピッツバーグ映画批評家協会賞                       | 作品賞                                           | チャレンジャーズ                               | 次点       |
| 2025 | ピッツバーグ映画批評家協会賞                       | 脚本賞                                           | ジャスティン・クリツケス                       | 受賞       |
| 2025 | ピッツバーグ映画批評家協会賞                       | 編集賞                                           | マルコ・コスタ                                 | 受賞       |
| 2025 | ピッツバーグ映画批評家協会賞                       | 作曲賞                                           | トレント・レズナー アッティカス・ロス          | 受賞       |
| 2025 | ピッツバーグ映画批評家協会賞                       | 主題歌賞                                         | 『Compress/Repress』                           | 受賞       |
| 2025 | シカゴ・インディーズ批評家ウィンディ賞             | スタジオ映画賞                                   | チャレンジャーズ                               | ノミネート |
| 2025 | シカゴ・インディーズ批評家ウィンディ賞             | 編集賞                                           | マルコ・コスタ                                 | 受賞       |
| 2025 | シカゴ・インディーズ批評家ウィンディ賞             | 作曲賞                                           | トレント・レズナー アッティカス・ロス          | ノミネート |
| 2025 | シカゴ・インディーズ批評家ウィンディ賞             | 主題歌賞                                         | 『Compress/Repress』                           | 受賞       |
| 2025 | デンヴァー映画批評家協会賞                         | 監督賞                                           | ルカ・グァダニーノ                             | ノミネート |
| 2025 | デンヴァー映画批評家協会賞                         | 脚本賞                                           | ジャスティン・クリツケス                       | 受賞       |
| 2025 | デンヴァー映画批評家協会賞                         | 作曲賞                                           | トレント・レズナー アッティカス・ロス          | 受賞       |
| 2025 | デンヴァー映画批評家協会賞                         | 主題歌賞                                         | 『Compress/Repress』                           | 受賞       |
| 2025 | 第28回オンライン映画批評家協会賞                   | 作品賞                                           | チャレンジャーズ                               | ノミネート |
| 2025 | 第28回オンライン映画批評家協会賞                   | 脚本賞                                           | ジャスティン・クリツケス                       | ノミネート |
| 2025 | 第28回オンライン映画批評家協会賞                   | 編集賞                                           | マルコ・コスタ                                 | 受賞       |
| 2025 | 第28回オンライン映画批評家協会賞                   | 作曲賞                                           | トレント・レズナー アッティカス・ロス          | 受賞       |
| 2025 | 第30回クリティクス・チョイス・アワード             | 脚本賞                                           | ジャスティン・クリツケス                       | ノミネート |
| 2025 | 第30回クリティクス・チョイス・アワード             | 編集賞                                           | マルコ・コスタ                                 | 受賞       |
| 2025 | 第30回クリティクス・チョイス・アワード             | 作曲賞                                           | トレント・レズナー アッティカス・ロス          | 受賞       |
| 2025 | 第30回クリティクス・チョイス・アワード             | 主題歌賞                                         | 『Compress/Repress』                           | ノミネート |

## その他
劇中に何度も登場するグレーのコットン地に黒の大文字で「I TOLD YA」（だから言ったでしょ）とプリントされたTシャツは、ロエベのクリエイティブ・ディレクターであるジョナサン・アンダーソンがデザインしたものである。
ジョナサン・アンダーソンは、本作で衣装デザイナーを務めたことを記念して、全く同じデザインのTシャツとスウェットシャツを発売。このTシャツは出演者であるゼンデイヤやジョシュ・オコナーもプレスツアーに着用していたり、女優のジェニファー・ローレンスが私服で着ていたことでも話題となった。